# 227152 Zupi
227152 Zupi è un asteroide della fascia principale. Scoperto nel 2005, presenta un'orbita caratterizzata da un semiasse maggiore pari a 2,3841930 au e da un'eccentricità di 0,2031093, inclinata di 3,82527° rispetto all'eclittica.
L'asteroide era stato inizialmente battezzato 227152 Shujinakamura, in onore del fisico giapponese Shūji Nakamura, ma la denominazione è stata successivamente abrogata. Ha poi ricevuto nel 2021 la denominazione attuale.
L'asteroide è dedicato all'astronomo italiano Giovanni Battista Zupi.